# Amatori Lodi
El Amatori Wasken Lodi, conocido también como Amatori Lodi, es un club de hockey sobre patines de la localidad italiana de Lodi que actualmente disputa la Serie A1 italiana. Fue fundado en 1965 y sus partidos como local los disputa al Palazzetto dello Sport Eugenio Castellotti, con una capacidad para 2.655 espectadores.
Su primer título lo consiguió en 1978 al ganar Copa de Italia y posteriormente en la temporada 1980-81 conseguía su primera Liga, hecho que le permitió disputar la Copa de Europa de 1982, llegando a la final, que perdió ante el poderoso FC Barcelona. Posteriormente, en 1987 consiguió la Copa de la CERS al derrotar al Club Esportiu Noia en la final. También disputó la final de la Recopa del año siguiente, perdiéndola ante el Club Esportiu Noia.
En la temporada 1993-94 se proclamó campeón de la Recopa, derrotando al CP Voltregà en la final. En las temporadas 1994-95 y 1995-96 también disputó la final de la Recopa de Europa, pero en ambas ediciones fue derrotado por el Roller Monza y el HC Liceo, respectivamente.
El club se disolvió en 1996 por problemas económicos y fue refundado en 1999.
Tras largo tiempo sin ningún título importante (en 2010 consiguió ante el Hockey Bassano la Copa de la Liga, un título menor), en 2012 se proclama de nuevo campeón de la Copa de Italia (ante el Hockey Bassano), título que vuelve a conseguir en 2016 ante el mismo rival. También en 2016 consigue la Supercopa italiana contra el Hockey Club Forte dei Marmi y al año siguiente se hace con el segundo título de liga de su palmarés venciendo en la final al Forte dei Marmi, título que repite en 2018 ante el mismo rival.

## Palmarés
- 4 Copas de Italia: 1978, 2011-2012, 2015-2016, 2020-2021
- 4 Ligas de Italia: 1980-1981, 2016-2017, 2017-2018, 2020-2021
- 1 Copa de la CERS: 1986-1987
- 1 Recopa de Europa: 1993-1994
- 1 Copa de la Liga: 2009-2010
- 2 Supercopa italiana: 2016, 2018

## Plantilla 2022-2023
| - Nicolas Barbieri - Pablo Najera - Valentín Grimalt (portero) - Alessandro Faccin - Riccardo Porchera (portero) |  | - Morgan Antonioni - Lorenzo Giovannetti - Andrea Fantozzi - Liam Bozzetto - Filipe Fernandes |